# 藤枝本町站
藤枝本町站（日语：／ Fujiedahommachi eki */?）是位於静岡縣志太郡藤枝町（現時：藤枝市），靜岡鐵道駿遠線的鐵路車站（廢站）。此站曾名為岡出山，而岡出山這個地名是在車站西南方。在縣道（現時：靜岡縣道32號藤枝黑俁線）西邊鄰接站舍（但該建築物在2016年已被拆毀）。
在第二次世界大戰期間，此站曾經出現士兵出征的情況。

## 歷史
- 1913年（大正2年）11月16日：大手站至藤枝新站（後來名為新藤枝站）之間開通，岡出山站啟用[2]。
- 1956年（昭和31年）1月1日：為了紀念在昭和29年，藤枝市升級為市，車站改名為藤枝本町站[2]。
- 1964年（昭和39年）9月27日：大手站至新藤枝站之間被廢除，此站也被廢除[2]。
  - 站舍轉為私人擁有，並向西遷移一小段距離。
- 在2011年（平成23年）4月9日 - 6月26日舉行的《從玩具屋裡看到的懷舊風景》中，向玩具屋達人小幡耕一的拜託下，製作了此站1/24的模型[3][4]。
- 2016年（平成28年）11月：由於建築物老化，站舍被拆毀[5]

## 車站周邊
在縣道的東邊設有飽波神社和七森神社，這些神社在駿遠線開通當初已經在站前。另外在車站遺址北邊設有市立圖書館，南邊為住宅區。附近也有藤枝市政廳和市民會館。

## 現狀
在廢站後的藤枝本町站遺址，曾經保留了一座站舍。該站舍被向西方遷移約18米，隨後用作塗裝車間。後來在2016年，由於建築物老化而拆毀。截至拆毀前，該站舍為駿遠線唯一現存建築物。
在此站至新藤枝站之間的廢線遺址變為了行人和單車徑。從這通道可看出當年鐵路走線。

## 相鄰車站
靜岡鐵道
駿遠線
慶全寺前－藤枝本町－瀨戶川

## 注腳
1. ↑  鉄道停車場一覧：昭和12年10月1日現在 國立國會圖書館數碼化收藏
2. 1 2 3  今尾惠介監修《日本鐵道旅行地圖帳 7號 東海》新潮社 31頁
3. ↑  . Koichi Obata Miniature art gallery.   [2022-09-01]. （原始内容存档于2022-09-02） （日语）.
4. ↑  廣報藤枝 平成23年4月5日號(No.1076)PDF, p. 11
5. 1 2  .   [2024-07-09]. 原始内容存档于2016-11-11.
6. ↑  『むるぶ』藤枝版 Vol. 5 (2009年2月号)PDF, p. 3「志太新名物探訪：軽便の藤枝本町駅」

## 相關項目
- 日本鐵路車站列表 Fu

## 外部連結
- 《藤枝市史通訊 第27號》PDF, p. 3「輕便·藤枝本町站舍」